# Temporada de ciclones en el Pacífico Sur de 2008-2009
La temporada de ciclones en el Pacífico Sur de 2008-2009 inició el 1 de diciembre de 2008 con la formación de la onda tropical 01F. Esto fue 30 días después de que empezara oficialmente la temporada de ciclones el 1 de noviembre de 2008. La temporada terminará el 30 de abril de 2009. Las tormentas tropicales dentro de los meridianos 160°E y 120°W y al norte del 25°S son monitoreados por el Servicio Meteorológico de Fiyi. Aquellas tormentas que se muevan al sur del meridiano 25°S son monitoreadas por el Centro de Alerta de Ciclones Tropicales (TCWC) en Wellington, Nueva Zelanda.
Hasta ahora en esta temporada actual, ha habido ocho ondas tropicales en la cual seis desarrollaron a depresiones tropicales. Sólo una depresión tropical pasó a ser de la categoría de ciclones tropicales. Actualmente no se ha formado ninguna tormenta en sobrepasar los 65 nudos.

## Pronósticos para la temporada
El 26 de septiembre, el Instituto Nacional de Investigación Atmosférica y del Agua de Nueva Zelanda emitió un pronóstico estacional para todo el sur del Océano Pacífico al este del meridiano 135 ° E. Se predijo que la temporada de ciclones del Pacífico Sur de 2008-09 vería un promedio de formaciones de ciclones, en la cual entre 8-10 ciclones tropicales tendrían vientos con velocidades superiores a 35 nudos y que se formarían al este del meridiano 150 ° E.
El 23 de octubre, el Centro Meteorológico Regional Especializado de Nadi, Fiyi, lanzó sus pronósticos para la temporada 2008-2009. En el marco de sus perspectivas de la temporada la RSMC declaró que la temporada 2008-2009 comenzaría en condiciones neutras por lo que no habría condiciones de La Niña o El Niño. También declaró que esta última se esperaba que durara durante la mayoría de la temporada de ciclones. La RSMC Nadi También predijo que habría nueve ciclones en la temporada 2008-2009, en la cual es una temporada promedia y la mitad de ellos podrían alcanzar la categoría de ciclones tropicales. Durante el mes de enero de 2009, ya que no ha habido ciclones tropicales en el Pacífico Sur en los dos primeros meses de la temporada, Nadi RSMC sugirió que había una posibilidad de que esta temporada fuera de baja actividad a la prevista.

## Resumen de la temporada
La perturbación tropical 01F se formó el 1 de diciembre, al este de la Línea internacional de cambio de fecha cerca de la zona norte las Islas Cook. A pesar de los pronósticos de que la perturbación se formara en una depresión tropical la perturbación siguió debilitándose y se disipó en la tarde del día siguiente. La segunda perturbación tropical de la temporada se formó 24 horas más tarde el 3 de diciembre, cerca del sur de las Islas Cook. La tarde del 5 de diciembre se formó en la primera depresión tropical de la temporada, sin embargo, no se llegó a ser un ciclón tropical. Antes de disiparse el 7 de diciembre la depresión se convirtió en la primera depresión a ser monitoreada por el TCWC de  Wellington. La perturbación tropical 03F  se formó en la tarde del 10 de diciembre, pero se disipó temprano al día siguiente. En enero de 2009, se formaron dos depresiones tropicales. La primera se formó en la tarde del 4 de enero, y fue designada como depresión tropical el día siguiente.

## Tormentas

### Disturbio tropical 01F
Temprano el 1 de diciembre de 2008, se formó un área de baja presión, cerca del norte de las Islas Cook. Más tarde ese mismo día la RSMC Nadi, designó a la zona de baja presión como perturbación tropical 01F. El siguiente día mientras el disturbio seguía debilitándose se movió hacia el este y se emitió el último aviso de tormenta hasta que se disipó.

### Depresión tropical 02F
En la mañana del 3 de diciembre, un área de baja presión se formó cerca de las Islas Cook. Después en la tarde ese mismo día la RSMC Nadi designa el área de baja presión como Disturbio Tropical 02F. El 5 de diciembre, se había organizado lo suficientemente como para ser clasificado tormenta tropical mientras se movió hacia el suroeste entre Niue y el sur de las Islas Cook.

### Disturbio tropical 03F
Temprano el 10 de diciembre, un área de baja presión se formó cerca de los límites del área de monitoreo de RSMC Nadi. En la tarde el RSMC Nadi designó el área de baja presión como Disturbio Tropical 03F. Sin embargo, debido a que no había un centro de baja circulación, se confirmó que la convección estaba al norte del disturbio tropical 03F, y el RSMC Nadi emitió su último aviso sobre la tormenta.

### Depresión tropical 04F
El 4 de enero de 2009, la RSMC Nadi identificó un área de baja presión, al oeste de Vanuatu. En la tarde de ese mismo día se identificó que la convección tenía una organización muy pobre por lo que se le designó como un disturbio tropical. Temprano al siguiente día el RSMC Nadi reportó que la tormenta había permanecido estacionaria y se había formado en una depresión tropical 04F. El 8 de enero, la depresión tropical rápidamente se movió al sureste y se identificó un poco a un sistema híbrido. La RSMC Nadi emitió su aviso final mientras la tormenta se movía fuera de su área de monitoreo. En la tarde de ese día el RSMC Nadi emitió un boletín marino en la depresión para que el TCWC Wellington se hiciera cargo del disturbio tropical 01F.
Las inundaciones y los deslizamientos causados por la depresión mataron al menos once personas en Fiyi. Muchos pueblos y áreas rurales en Viti Levu fueron inundadas.

### Depresión tropical 05F
El 11 de enero, la RSMC Nadi reportó que una depresión tropical se había formado al sur de las Islas Salomón dentro del área de monitoreo del TCWC Brisbane, por lo que inmediatamente empezó a emitir avisos sobre el disturbio tropical. Mientras la tormenta se movía al área de monitoreo de RSMC Nadi se le designó como la depresión tropical 05F. Nadi reportó al mismo instante que la depresión tenía pocas posibilidades en convertirse un ciclón tropical en las siguientes 24 horas, aunque había una presión atmosférica superior de baja presión que hubiese ayudado a la depresión para que se formara en un ciclón. A pesar de las condiciones, se disipó rápidamente sin pasar a un ciclón.

### Depresión tropical 06F
En la noche del 19 de enero, se formó el disturbio tropical 06F, al noreste de las Islas de la Sociedad en la Polinesia Francesa. Durante este tiempo el centro de bajo de circulación tenía una convección poco clara por lo que incrementó de velocidad en las siguientes 24 horas. En la tarde del siguiente día el disturbio tropical se movía hacia el este, y el RSMC Nadi clasificó el disturbio a depresión tropical, y a la misma vez reportaba que el centro de la convección estaba pasando por un área monzónica. En la mañana del 21 de enero, Nadi reportó que la tormenta había alcanzado los 55 km/h, (35 mph). La  RSMC Nadi emitió su último aviso el 23 de enero cuando la depresión empezó a convertirse en un sistema híbrido.

### Depresión tropical 07F
El 23 de enero, la RSMC Nadi reportó que una depresión tropical se había formado, al sur este de Samoa Americana. En la tarde de ese mismo día la depresión se desplazó hacia el este degradándose de depresión tropical a una perturbación ya que el bajo nivel de circulación del Centro estaba expuesto y ubicado en un entorno de moderada a fuerte cizalladura vertical de vientos. Durante la mañana del 24 de enero, el Disturbio Tropical recobró fuerza a una depresión tropical y se le asignó como la depresión tropical 07F. Más tarde ese día la depresión alcanzó sus vientos máximos de 65 km/h (40 mph). Temprano el siguiente día el RSMC Nadi emitió su último informe sobre la tormenta tropical.

### Ciclón Hettie
En la tarde del 24 de enero, el RSMC en Nadi, Fiyi, Filipinas, informó de que una débil perturbación tropical, se había formado en un comedero de monzón, al norte de la dependencia de Rotuma fidjiano. Al día siguiente después de que la perturbación había tocado tierra en Rotuma, fue designado como depresión tropical 08F. Temprano el 27 de enero, una Alerta de Formación de Ciclones Tropicales, fue publicada por el JTWC, ya que la depresión tenía una bien definida, pero bajo nivel de circulación y ancho centro. La depresión fue clasificada como un ciclón tropical al día siguiente, y se le nombró como Hettie por la RSMC Nadi mientras que la JTWC designó a Hettie como el Ciclón Tropical 11P. Al mismo tiempo que Hettie se movía hacia el sureste entre Fiyi y Tonga no siguió intensificándose por lo que fue degradada a una depresión al día siguiente. En el siguiente par de días la tormenta se movió lentamente hacia el sureste y poco a poco fue debilitando fuerzas antes de ser degradada a una zona de baja presión la tarde del 31 de enero. Hubo pocos danos daños por el Ciclón Hettie en Rotuma y en Tonga con precipitaciones de 55.8MM que cayeron el 24 y el 25 de enero. No se reportaron muertes en Fiyi o en Tonga.

## Nombres de las tormentas
En los ciclones tropicales del Pacífico Sur los nombres son asignados por el RSMC de Nadi o el TCWC de Wellington Tan pronto como una depresión tropical se convierte en un ciclón tropical es nombrado por el centro de alerta que monitorea en ese momento. Si una depresión tropical se convierte en un ciclón tropical la zona de monitoreo de TCWC Wellingtons, entonces el TCWC Wellington, en consulta con RSMC Nadi, se nombra el ciclón con el siguiente nombre de la lista. El primer nombre que se le asignó a un ciclón tropical en esta temporada fueHettie. 
| - Ana - Bina - Cody - Dovi - Eva - Fili - Gina - Hagar - Irene - Judy - Kerry - Lola | - Mal - Nat - Olo - Pita - Rae - Sheila - Tam - Urmil - Vaianu - Wati - Xavier - Yani | - Zita - Arthur - Becky - Chip - Denia - Elisa - Fotu - Glen - Hettie - Innis - Joni - Ken | - Lin - Mick - Nisha - Oli - Pat - Rene - Sarah - Tomas - Vania - Wilma - Yasi - Zaka | - Atu - Bune - Cyril - Daphne - Evan - Freda - Garry - Haley - Ian - June - Kofi - Lusi | - Mike - Nute - Odile - Pam - Reuben - Solo - Tuni - Ula - Victor - Winston - Yalo - Zena | - Amos - Bart - Colin - Donna - Ella - Frank - Gita - Hali - Iris - Jo - Kala - Leo | - Mona - Neil - Oma - Pami - Rita - Sarai - Trina - Vicky - Wiki - Yolande - Zazu |